# 1. Fußball- und Sportverein Mainz 05 2023-2024
Questa voce raccoglie le informazioni riguardanti il 1. Fußball- und Sportverein Mainz 05  nelle competizioni ufficiali della stagione calcistica 2023-2024.

## Maglie e divise
| Prima divisa | Seconda divisa | Terza divisa |

## Rosa
Aggiornata al 12 marzo 2024 
 In corsivo i calciatori ceduti durante la stagione
| N. |                          | Ruolo | Calciatore        |
| -- | ------------------------ | ----- | ----------------- |
| 1  | Germania (bandiera)      | P     | Lasse Rieß        |
| 2  | Austria (bandiera)       | D     | Phillipp Mwene    |
| 3  | Paesi Bassi (bandiera)   | D     | Sepp van den Berg |
| 4  | Marocco (bandiera)       | C     | Aymen Barkok      |
| 5  | Germania (bandiera)      | D     | Maxim Leitsch     |
| 6  | Germania (bandiera)      | C     | Anton Stach       |
| 7  | Corea del Sud (bandiera) | C     | Lee Jae-sung      |
| 8  | Lussemburgo (bandiera)   | C     | Leandro Barreiro  |
| 9  | Austria (bandiera)       | A     | Karim Onisiwo     |
| 10 | Germania (bandiera)      | A     | Marco Richter     |
| 11 | Germania (bandiera)      | A     | Jessic Ngankam    |
| 14 | Germania (bandiera)      | C     | Tom Krauß         |
| 16 | Germania (bandiera)      | D     | Stefan Bell       |
| 17 | Francia (bandiera)       | A     | Ludovic Ajorque   |
| 18 | Germania (bandiera)      | C     | Nadiem Amiri      |

| N. |                        | Ruolo | Calciatore           |
| -- | ---------------------- | ----- | -------------------- |
| 19 | Francia (bandiera)     | D     | Anthony Caci         |
| 20 | Svizzera (bandiera)    | C     | Edimilson Fernandes  |
| 21 | Germania (bandiera)    | D     | Danny da Costa       |
| 23 | Francia (bandiera)     | C     | Josuha Guilavogui    |
| 24 | Germania (bandiera)    | C     | Merveille Papela     |
| 25 | Germania (bandiera)    | C     | Andreas Hanche-Olsen |
| 27 | Germania (bandiera)    | P     | Robin Zentner        |
| 29 | Germania (bandiera)    | A     | Jonathan Burkardt    |
| 30 | Svizzera (bandiera)    | D     | Silvan Widmer        |
| 31 | Germania (bandiera)    | C     | Dominik Kohr         |
| 33 | Germania (bandiera)    | P     | Daniel Batz          |
| 34 | Paesi Bassi (bandiera) | A     | Anwar El Ghazi       |
| 43 | Germania (bandiera)    | A     | Brajan Gruda         |
| 44 | Germania (bandiera)    | A     | Nelson Weiper        |
| 45 | Germania (bandiera)    | A     | David Mamutanovic    |

## Calciomercato

### Sessione estiva
| Acquisti         | Acquisti              | Acquisti       | Acquisti                 |
| R.               | Nome                  | da             | Modalità                 |
| ---------------- | --------------------- | -------------- | ------------------------ |
| C                | Tom Krauß             | RB Lipsia      | definitivo (5 milioni €) |
| C                | Marco Richter         | Hertha Berlino | definitivo (3 milioni €) |
| D                | Phillipp Mwene        | PSV            | definitivo (1 milione €) |
| P                | Daniel Batz           | Saarbrücken    | n.d.                     |
| D                | Sepp van den Berg     | Liverpool      | prestito                 |
| A                | Anwar El Ghazi        |                | svincolato               |
| C                | Josuha Guilavogui     |                | svincolato               |
| Altre operazioni |                       |                |                          |
| R.               | Nome                  | da             | Modalità                 |
| C                | Angelo Fulgini        | Lens           | fine prestito            |
| D                | Ronaël Pierre-Gabriel | Espanyol       | fine prestito            |
| C                | Merveille Papela      | Sandhausen     | fine prestito            |
| D                | Anderson Lucoqui      | Hansa Rostock  | fine prestito            |
| A                | Ben Bobzien           | Elversberg     | fine prestito            |

| Cessioni         | Cessioni              | Cessioni          | Cessioni                    |
| R.               | Nome                  | a                 | Modalità                    |
| ---------------- | --------------------- | ----------------- | --------------------------- |
| A                | Anton Stach           | Hoffenheim        | definitivo (11 milioni €)   |
| C                | Angelo Fulgini        | Lens              | definitivo (7 milioni €)    |
| A                | Marcus Ingvartsen     | Nordsjælland      | definitivo (2,95 milioni €) |
| D                | Alexander Hack        | Al-Qadisiya       | definitivo (1,5 milioni €)  |
| A                | Marlon Mustapha       | Como              | definitivo (900 mila €)     |
| D                | Aarón Martín          | Genoa             | gratuito                    |
| D                | Ronaël Pierre-Gabriel | Nantes            | gratuito                    |
| P                | Finn Dahmen           | Augusta           | gratuito                    |
| D                | Anderson Lucoqui      | Hertha Berlino    | gratuito                    |
| A                | Delano Burgzorg       | Huddersfield Town | prestito                    |
| A                | Ben Bobzien           | Austria Lustenau  | prestito                    |
| D                | Lucas Laux            | Sandhausen        | prestito                    |
| Altre operazioni |                       |                   |                             |
| R.               | Nome                  | da                | Modalità                    |

### Sessione invernale
| Acquisti         | Acquisti       | Acquisti              | Acquisti                 |
| R.               | Nome           | da                    | Modalità                 |
| ---------------- | -------------- | --------------------- | ------------------------ |
| C                | Nadiem Amiri   | Bayer Leverkusen      | definitivo (1 milione €) |
| A                | Jessic Ngankam | Eintracht Francoforte | prestito                 |
| Altre operazioni |                |                       |                          |
| R.               | Nome           | da                    | Modalità                 |
| C                | Niklas Tauer   | Schalke 04            | fine prestito            |

| Cessioni         | Cessioni       | Cessioni               | Cessioni      |
| R.               | Nome           | a                      | Modalità      |
| ---------------- | -------------- | ---------------------- | ------------- |
| C                | Aymen Barkok   | Hertha Berlino         | prestito      |
| A                | Anwar El Ghazi |                        | svincolato    |
| Altre operazioni |                |                        |               |
| R.               | Nome           | da                     | Modalità      |
| C                | Niklas Tauer   | Eintracht Braunschweig | fine prestito |

## Risultati

### Fußball-Bundesliga

#### Girone di andata
| Arbitro: | Tobias Stieler (Amburgo) |

|                                    |           |          |
| Behrens 1’, 9’, 70’ Pantović 90+6’ | Marcatori | 64’ Caci |

| Arbitro: | Dankert (Rostock) |

|         |           |                |
| Lee 25’ | Marcatori | 90+1’ Marmoush |

| Arbitro: | Schröder (Hannover) |

|                                                         |           |  |
| Ducksch 3’ (rig.) Stage 53’ Bittencourt 82’ Njinmah 83’ | Marcatori |  |

| Arbitro: | Osmers (Hannover) |

|              |           |                          |
| Barreiro 70’ | Marcatori | 56’, 84’, 90+7’ Guirassy |

| Arbitro: | Fritz (Korb) |

|                    |           |            |
| Demirović 15’, 45’ | Marcatori | 6’ Ajorque |

| Arbitro: | Brand (Unterspiesheim) |

|  |           |                                                     |
|  | Marcatori | 18’ (aut.) Van Den Berg 59’ Grimaldo 65’ J. Hofmann |

| Arbitro: | Jablonski (Brema) |

|                        |           |                      |
| Neuhaus 22’ Scally 88’ | Marcatori | 24’ Gruda 75’ Barkok |

| Arbitro: | Stegemann (Niederkassel) |

|          |           |                                 |
| Caci 43’ | Marcatori | 11’ Coman 16’ Kane 59’ Goretzka |

| Arbitro: | Ittrich (Amburgo) |

|                                        |           |                                         |
| Stöger 21’ (rig.) K. Schlotterbeck 82’ | Marcatori | 59’ (aut.) K. Schlotterbeck 90+6’ Krauß |

| Arbitro: | Dankert (Rostock) |

|                               |           |  |
| Lee Jae-sung 76’ Barreiro 80’ | Marcatori |  |

| Darmstadt 11 novembre 2023, ore 15:30 CET 11ª giornata | Darmstadt         | 0 – 0 referto | Magonza | Stadion am Böllenfalltor (17 810 spett.)\| Arbitro: \| Siebert (Berlino) \| |
| Arbitro:                                               | Siebert (Berlino) |               |         |                                                                             |

| Arbitro: | Aytekin (Oberasbach) |

|          |           |             |
| Skov 48’ | Marcatori | 39’ Richter |

| Arbitro: | Stieler (Amburgo) |

|  |           |                 |
|  | Marcatori | 70’ Gregoritsch |

| Colonia 10 dicembre 2023, ore 17:30 CET 14ª giornata | Colonia                | 0 – 0 referto | Magonza | RheinEnergieStadion (50 000 spett.)\| Arbitro: \| Willenborg (Osnabrück) \| |
| Arbitro:                                             | Willenborg (Osnabrück) |               |         |                                                                             |

| Arbitro: | Dankert (Rostock) |

|  |           |               |
|  | Marcatori | 12’ Pieringer |

| Arbitro: | Fritz (Korb) |

|            |           |                  |
| Brandt 29’ | Marcatori | 43’ Van den Berg |

| Arbitro: | Ittrich (Amburgo) |

|            |           |           |
| Widmer 61’ | Marcatori | 12’ Černý |

#### Girone di ritorno
| Arbitro: | Petersen (Stoccarda) |

|                |           |               |
| Burkardt 45+8’ | Marcatori | 45+13’ Gosens |

| Arbitro: | Zwayer (Berlino) |

|           |           |  |
| Götze 73’ | Marcatori |  |

| Arbitro: | Brand (Unterspiesheim) |

|  |           |            |
|  | Marcatori | 2’ Ducksch |

| Arbitro: | Ayketin (Oberasbach) |

|                                            |           |             |
| Mittelstädt 45+2’ Leweling 45+5’ Undav 73’ | Marcatori | 76’ Ajorque |

| Arbitro: | Reichel (Stoccarda) |

|                  |           |  |
| Van den Berg 44’ | Marcatori |  |

| Arbitro: | Gerach (Landau in der Pfalz) |

|                      |           |         |
| Xhaka 3’ Andrich 68’ | Marcatori | 7’ Kohr |

| Arbitro: | Schröder (Hannover) |

|              |           |             |
| Burkardt 12’ | Marcatori | 55’ Ngoumou |

| Arbitro: | Ittrich (Amburgo) |

|                                                                            |           |           |
| Kane 13’, 45+7’, 70’ Goretzka 20’, 90+2’ Müller 47’ Musiala 61’ Gnabry 66’ | Marcatori | 31’ Amiri |

| Arbitro: | Jöllenbeck (Friburgo in Brisgovia) |

|                            |           |  |
| Burkardt 45+3’ (rig.), 71’ | Marcatori |  |

| Lipsia 30 marzo 2024, ore 15:30 CET 27ª giornata | RB Lipsia              | 0 – 0 referto | Magonza | Red Bull Arena (40 000 spett.)\| Arbitro: \| Willenborg (Osnabrück) \| |
| Arbitro:                                         | Willenborg (Osnabrück) |               |         |                                                                        |

| Arbitro: | Schlager (Hügelsheim) |

|                                         |           |  |
| Hanche-Olsen 33’ Gruda 60’ Lee 80’, 84’ | Marcatori |  |

| Arbitro: | Zwayer (Berlino) |

|                                              |           |               |
| Burkardt 47’ Mwene 51’ Gruda 63’ Onisiwo 88’ | Marcatori | 19’ Kadeřábek |

| Arbitro: | Fritz (Korb) |

|                |           |              |
| Gregoritsch 6’ | Marcatori | 40’ Burkardt |

| Arbitro: | Brand (Unterspiesheim) |

|              |           |                    |
| Barreiro 29’ | Marcatori | 90+8’ (rig.) Kainz |

| Arbitro: | Jablonski (Brema) |

|                 |           |              |
| Kleindienst 65’ | Marcatori | 37’ Burkardt |

| Arbitro: | Stieler (Amburgo) |

|                           |           |  |
| Barreiro 12’ Lee 19’, 23’ | Marcatori |  |

| Arbitro: | Willenborg (Osnabrück) |

|                |           |                                         |
| K. Paredes 18’ | Marcatori | 24’ Gruda 72’ Van den Berg 85’ Burkardt |

### DFB-Pokal
| Arbitro: | Petersen (Stoccarda) |

|  |           |                    |
|  | Marcatori | 73’ (rig.) Ajorque |

| Arbitro: | Jöllenbeck (Friburgo in Brisgovia) |

|                                              |           |  |
| Reese 45+3’ (rig.) Tabaković 50’ (rig.), 61’ | Marcatori |  |

## Statistiche finali

### Statistiche di squadra
| Competizione      | Punti | In casa | In casa | In casa | In casa | In casa | In casa | In trasferta | In trasferta | In trasferta | In trasferta | In trasferta | In trasferta | Totale | Totale | Totale | Totale | Totale | Totale | DR  |
| Competizione      | Punti | G       | V       | N       | P       | Gf      | Gs      | G            | V            | N            | P            | Gf           | Gs           | G      | V      | N      | P      | Gf     | Gs     | DR  |
| ----------------- | ----- | ------- | ------- | ------- | ------- | ------- | ------- | ------------ | ------------ | ------------ | ------------ | ------------ | ------------ | ------ | ------ | ------ | ------ | ------ | ------ | --- |
| Bundesliga        | 35    | 17      | 6       | 5       | 6       | 23      | 18      | 17           | 1            | 9            | 7            | 16           | 33           | 34     | 7      | 14     | 13     | 39     | 51     | -12 |
| Coppa di Germania | -     | -       | -       | -       | -       | -       | -       | 2            | 1            | 0            | 1            | 1            | 3            | 2      | 1      | 0      | 1      | 1      | 3      | -2  |
| Totale            | -     | 17      | 6       | 5       | 6       | 23      | 19      | 19           | 2            | 9            | 8            | 17           | 36           | 36     | 8      | 14     | 14     | 40     | 54     | -14 |

### Andamento in campionato
| Giornata  | 1  | 2  | 3  | 4  | 5  | 6  | 7  | 8  | 9  | 10 | 11 | 12 | 13 | 14 | 15 | 16 | 17 | 18 | 19 | 20 | 21 | 22 | 23 | 24 | 25 | 26 | 27 | 28 | 29 | 30 | 31 | 32 | 33 | 34 |
| --------- | -- | -- | -- | -- | -- | -- | -- | -- | -- | -- | -- | -- | -- | -- | -- | -- | -- | -- | -- | -- | -- | -- | -- | -- | -- | -- | -- | -- | -- | -- | -- | -- | -- | -- |
| Luogo     | T  | C  | T  | C  | T  | C  | T  | C  | T  | C  | T  | T  | C  | T  | C  | T  | C  | C  | T  | C  | T  | C  | T  | C  | T  | C  | T  | C  | C  | T  | C  | T  | C  | T  |
| Risultato | P  | N  | P  | P  | P  | P  | N  | P  | N  | V  | N  | N  | P  | N  | P  | N  | N  | N  | P  | P  | P  | V  | P  | N  | P  | V  | N  | V  | V  | N  | N  | N  | V  | V  |
| Posizione | 16 | 13 | 17 | 18 | 18 | 18 | 17 | 18 | 18 | 17 | 16 | 16 | 17 | 17 | 17 | 16 | 16 | 16 | 17 | 17 | 17 | 17 | 17 | 17 | 17 | 16 | 16 | 16 | 16 | 15 | 16 | 16 | 15 | 13 |

Legenda:

Luogo: C = Casa; T = Trasferta. Risultato: V = Vittoria; N = Pareggio; P = Sconfitta.